# Жусупов, Бейбит Газизович
Бейбит Газизович Жусупов (каз. Бейбіт Ғазизұлы Жүсіпов; 3 октября 1948, село Джарсор (Жарсор), Комсомольский район, Костанайская область, КазССР, СССР) — казахстанский общественный и политический деятель, депутат сената парламента Республики Казахстан I, II созывов от города Акмолы (1998—2002).

## Биография
Родился 1948 года в селе Жарсор Комсомольского района (ныне Карабалык) Костанайской области.
В 1970 году окончил Свердловский юридический институт, в 1989 году Алматинскую высшую партийную школу, политолог, юрист.
С 1972 по 1976 год — старший следователь, прокурор, заместитель начальника следственного отдела прокуратуры Целиноградской области.
С 1976 по 1982 год — инструктор Целиноградского городского комитета, областного комитета партии, заместитель Целиноградского транспортного прокурора.
С 1982 по 1990 год — заведующий отделом административных органов Целиноградского областного КП.
С 1990 по 1992 год — заместитель председателя Целиноградского областного совета.
С 1992 по 1998 год — заместитель главы администрации, акима Акмолинской области.
С 1998 по 2002 год — депутат сената парламента Республики Казахстан I, II созывов от города Акмолы, член, секретарь Комитета по законодательству и судебно-правовой реформе, член Комитета по международным делам, обороне и безопасности.
С 2002 по 2004 год — заместитель руководителя Аппарата Сената Парламента Республики Казахстан.
С 2004 по 2007 год — руководитель аппарата Верховного суда Республики Казахстан.
С 2007 по 2008 год — первый заместитель акима Кызылординской области.
С 2009 по 2012 год — управляющий директор - руководитель аппарата акционерного общества «Национальной компании «Казахстан темир жолы»».
Автор книги «Некоммерческие организации по законодательству Республики Казахстан», (2001, в соавт.)

## Награды
- 1998 — Медаль «Астана»
- 2001 — Медаль «10 лет независимости Республики Казахстан»
- Награждён благодарственным письмом Первого Президента Республики Казахстан.
- Награждён орденами «Знак Почёта» (СССР) и «Курмет» (Казахстан, декабрь 2001 года)[1][2] и др.